# Comuna de Nowa Sucha
Nowa Sucha (polaco: Gmina Nowa Sucha) é uma gminy (comuna) na Polónia, na voivodia de Mazóvia e no condado de Sochaczewski. A sede do condado é a cidade de Nowa Sucha.
De acordo com os censos de 2004, a comuna tem 5910 habitantes, com uma densidade 65,4 hab/km².

## Área
Estende-se por uma área de 90,34 km², incluindo:
- área agricola: 85%
- área florestal: 8%

## Demografia
Dados de 30 de Junho 2004:
|                      | Total   | Total | Mulheres | Mulheres | Homens  | Homens |
| -------------------- | ------- | ----- | -------- | -------- | ------- | ------ |
|                      | pessoas | %     | pessoas  | %        | pessoas | %      |
| População            | 5910    | 100   | 2999     | 50,7     | 2911    | 49,3   |
| Densidade (pop./km²) | 65,4    | 100   | 33,2     | 33,2     | 32,2    | 32,2   |

De acordo com dados de 2002, o rendimento médio per capita ascendia a 1306,43 zł.

## Comunas vizinhas
- Bolimów, Kocierzew Południowy, Nieborów, Rybno, Sochaczew, Sochaczew, Teresin, Wiskitki